# Kongruenzrelation
In der Mathematik, genauer der Algebra, nennt man eine Äquivalenzrelation auf einer algebraischen Struktur eine Kongruenzrelation, wenn die fundamentalen Operationen der algebraischen Struktur mit dieser Äquivalenzrelation verträglich sind.

## Definitionen

### Kongruenzrelation und Quotientenalgebra
Eine Äquivalenzrelation auf einer Menge {\displaystyle A} hat nicht notwendigerweise etwas mit der Struktur zu tun, die darauf definiert ist. Speziell in der Algebra sind jedoch solche Äquivalenzrelationen {\displaystyle \equiv } von besonderem Interesse, deren (surjektive) Quotientenabbildung
{\displaystyle \mathrm {q} _{\equiv }\colon \,A\twoheadrightarrow A/{\equiv },\,a\mapsto [a]_{\equiv },}
mit der algebraischen Struktur {\displaystyle \mathbf {A} =(A,(f_{i})_{i\in I})} verträglich bzw. ein Homomorphismus ist. Denn dann ist die von {\displaystyle \mathrm {q} _{\equiv }} induzierte Struktur auf der Quotientenmenge {\displaystyle A/{\equiv }}, die sogenannte Faktor- oder Quotientenalgebra {\displaystyle \mathbf {A} /{\equiv }:=(A/{\equiv },(f_{i,\equiv })_{i\in I})} von {\displaystyle \mathbf {A} } nach {\displaystyle \equiv } mit Operationen {\displaystyle f_{i,\equiv }},
{\displaystyle f_{i,\equiv }([a_{1}]_{\equiv },\dotsc ,[a_{n_{i}}]_{\equiv }):=[f_{i}(a_{1},\dotsc ,a_{n_{i}})]_{\equiv }} für alle {\displaystyle a_{1\!\;\!},\dotsc ,a_{n_{i}\!}\in A} und jedes {\displaystyle i\in I},
von der gleichen Art wie die von {\displaystyle A}.
Man nennt eine solche Äquivalenzrelation {\displaystyle \equiv } eine Kongruenzrelation auf {\displaystyle \mathbf {A} } und zwei Elemente {\displaystyle a,b\in A} kongruent nach {\displaystyle \equiv }, wenn sie bezüglich {\displaystyle \equiv } äquivalent sind:
{\displaystyle a\equiv b\iff [a]_{\equiv }=[b]_{\equiv }}.
Die Äquivalenzklasse {\displaystyle [a]_{\equiv }} von jedem {\displaystyle a\in A} heißt dann Kongruenzklasse.
Eine Äquivalenzrelation {\displaystyle \equiv } auf {\displaystyle A} ist genau dann eine Kongruenzrelation auf einer algebraischen Struktur {\displaystyle \mathbf {A} =(A,(f_{i})_{i\in I})}, wenn alle fundamentalen Operationen {\displaystyle f_{i}}, {\displaystyle i\in I}, verträglich sind mit {\displaystyle \equiv }, d. h. für alle {\displaystyle a_{1\!\;\!},\dotsc ,a_{n_{i}\!\;\!},b_{1},\dotsc ,b_{n_{i}\!}\in A}, {\displaystyle n_{i}\in \mathbb {N} }, mit {\displaystyle a_{1\!}\equiv b_{1},\dotsc ,a_{n_{i}\!}\equiv b_{n_{i}\!}} gilt:
{\displaystyle f_{i}(a_{1},\dotsc ,a_{n_{i}\!\;\!})\equiv f_{i}(b_{1},\dotsc ,b_{n_{i}\!\;\!})}.

### Kern eines Homomorphismus
Sind {\displaystyle \mathbf {A} =(A,(f_{i})_{i\in I})} und {\displaystyle \mathbf {B} =(B,(g_{i})_{i\in I})} zwei algebraische Strukturen gleicher Art und ist {\displaystyle \varphi \colon \,\mathbf {A} \to \mathbf {B} } ein Homomorphismus dieser Art, dann ist der Kern von {\displaystyle \varphi }
{\displaystyle \ker \varphi :=\varphi ^{-1}\circ \varphi =\{(a,b)\in A\times A\mid \varphi (a)=\varphi (b)\}=\colon \equiv }
eine Kongruenzrelation {\displaystyle \equiv } auf {\displaystyle \mathbf {A} } und für alle {\displaystyle a\in A} gilt:
{\displaystyle [a]_{\equiv }=\varphi ^{-1}(\{\varphi (a)\})=\varphi ^{-1}(\varphi (\{a\}))=\ker \varphi (\{a\})}.
{\displaystyle \varphi } lässt sich wie folgt in einen surjektiven, einen bijektiven sowie einen injektiven Homomorphismus zerlegen (Homomorphiesatz):
{\displaystyle \varphi =\mathrm {i} _{\varphi }\circ \varphi ^{\equiv \!}\circ \mathrm {q} _{\equiv }}
mit {\displaystyle \varphi ^{\equiv }\colon \,A/{\equiv }\;{\!\;\twoheadrightarrow \;\!\!\!\!\!\!\!\!\!\!\;\rightarrowtail }\;\varphi (A),\,[a]_{\equiv }\mapsto \varphi (a),} und der Inklusionsabbildung {\displaystyle \mathrm {i} _{\varphi }\colon \,\varphi (A)\rightarrowtail B,\,\varphi (a)\mapsto \varphi (a)}.

## Verallgemeinerung

### Quotientenstruktur
Allgemein spielen diejenigen Äquivalenzrelationen {\displaystyle \equiv } auf einer Menge {\displaystyle A} eine wichtige Rolle, deren Quotientenabbildung
{\displaystyle \mathrm {q} _{\equiv }\colon \,A\twoheadrightarrow A/{\equiv },\,a\mapsto [a]_{\equiv },}
mit der Struktur {\displaystyle \mathbf {A} =(A,(R_{i})_{i\in I})} auf {\displaystyle A} verträglich bzw. ein Homomorphismus ist.
Die durch {\displaystyle \mathrm {q} _{\equiv }} gegebene Struktur auf der Quotientenmenge {\displaystyle A/{\equiv }}, die sogenannte Faktor- oder Quotientenstruktur {\displaystyle \mathbf {A} /{\equiv }:=(A/{\equiv },(R_{i,\equiv })_{i\in I})} mit Relationen {\displaystyle R_{i,\equiv }},
{\displaystyle ([a_{1}]_{\equiv },\dotsc ,[a_{n_{i}}]_{\equiv })\in R_{i,\equiv }\;:\!\iff (a_{1},\dotsc ,a_{n_{i}})\in R_{i}\;\;} für jedes {\displaystyle i\in I},
ist dann wieder von der gleichen Art wie die von {\displaystyle A}.
Insbesondere sind dann auch alle zu {\displaystyle \mathbf {A} } gehörenden Funktionen mit {\displaystyle \equiv } verträglich.

## Spezielle Kongruenzen

### Normalteiler einer Gruppe
Bezeichne nun {\displaystyle \mathbf {G} =(G,*)} eine Gruppe, {\displaystyle e} deren neutrales Element und {\displaystyle \mathbf {N} =(N,*)} eine beliebige normale Untergruppe von {\displaystyle \mathbf {G} }.
Für jedes {\displaystyle a\in G} sei
{\displaystyle aN:=\{a*n\mid n\in N\}}
die zugehörige Nebenklasse des Normalteilers {\displaystyle N}. Mit
{\displaystyle G/N:=\{aN\mid a\in G\}}
und dem Komplexprodukt {\displaystyle \cdot } bildet dann {\displaystyle \mathbf {G} /N:=(G/N,\cdot )} eine Gruppe mit dem neutralen Element {\displaystyle N=eN}: die Faktorgruppe von {\displaystyle \mathbf {G} } nach {\displaystyle N}.
Weil aber
{\displaystyle \varphi _{N}\colon \,\mathbf {G} \to \mathbf {G} /N,\,a\mapsto aN,}
ein Gruppenhomomorphismus ist, ist
{\displaystyle \equiv _{N\,}:=\ker \varphi _{N}}
eine Kongruenzrelation auf {\displaystyle \mathbf {G} } und für alle {\displaystyle a,b\in G} gilt:
{\displaystyle a\equiv _{N\!}b\iff \varphi _{N}(a)=\varphi _{N}(b)\iff aN=bN}.
Umgekehrt liefert jede beliebige Kongruenzrelation {\displaystyle \equiv } auf {\displaystyle \mathbf {G} } genau einen Normalteiler {\displaystyle [e]_{\equiv }} in {\displaystyle \mathbf {G} }.
Bei einer Gruppe entsprechen also die Normalteiler genau den Kongruenzrelationen. Daher wird für einen beliebigen Gruppenhomomorphismus {\displaystyle \varphi \colon \,\mathbf {G} \to \mathbf {H} } auch der Normalteiler
{\displaystyle [e]_{\equiv }=\ker \varphi (\{e\})}
als der Kern von {\displaystyle \varphi } bezeichnet.

### Kongruenz nach einem Modul
Eine additive abelsche Gruppe {\displaystyle \mathbf {G} =(G,+)} nennt man einen Modul (von lat. modulus Maß). Da jede Untergruppe {\displaystyle \mathbf {M} =(M,+)} von {\displaystyle \mathbf {G} } ein Modul und zudem normal ist, entsprechen die Trägermengen der Untergruppen genau den Kongruenzrelationen auf einem Modul.
Dies gilt ebenso für die Trägermengen der Untermoduln eines Moduls über einem Ring und insbesondere auch für die Untervektorräume eines Vektorraumes.
Man bezeichnet für alle {\displaystyle a\in G} die Nebenklasse
{\displaystyle a+M:=\{a+m\mid m\in M\}}
als Restklasse nach {\displaystyle M} oder Restklasse modulo {\displaystyle M} (von lat. modulō, Ablativ zu modulus) und die Faktorgruppe {\displaystyle \mathbf {G} /M:=(G/M,+)} heißt Restklassenmodul von {\displaystyle \mathbf {G} } nach {\displaystyle M}.
Wenn zwei Elemente {\displaystyle a,b\in G} kongruent nach {\displaystyle \equiv _{M}} sind, dann nennt man sie auch kongruent nach dem Modul {\displaystyle M} oder kongruent modulo {\displaystyle M} und schreibt dies
{\displaystyle a\equiv b{\pmod {M}}\quad }  oder  {\displaystyle \quad a\equiv b\mod M\quad }  oder kurz  {\displaystyle \quad a\equiv b\;\;(M)}.
Es gilt:
{\displaystyle a\equiv b\mod M\;\;\iff \;\;-b+a\in M}.
Ist {\displaystyle M} einfach erzeugt in {\displaystyle G}, also {\displaystyle M=\langle m\rangle :=\{\zeta m\mid \zeta \in \mathbb {Z} \}} für ein {\displaystyle m\in G}, dann sagt man auch, dass {\displaystyle a,b} kongruent modulo {\displaystyle m} sind und notiert
{\displaystyle a\equiv b\mod m}.

## Beispiele

### Identitätsrelation
Für jede algebraische Struktur {\displaystyle \mathbf {A} =(A,(f_{i})_{i\in I})} ist die durch den Graphen der identischen Abbildung {\displaystyle \operatorname {id} _{A}} auf {\displaystyle A} gegebene Äquivalenzrelation, die Gleichheits- oder Identitätsrelation
{\displaystyle \mathrm {I} _{A}:=\{(a,b)\in A\times A\mid a=b\}=\{(a,a)\mid a\in A\}},
eine Kongruenzrelation auf {\displaystyle \mathbf {A} }.

### Allrelation
Auf {\displaystyle \mathbf {A} =(A,(f_{i})_{i\in I})} seien nun jeweils zwei beliebige Elemente äquivalent. Dadurch ist eine Äquivalenzrelation gegeben, die sogenannte All- oder Universalrelation
{\displaystyle \mathrm {U} _{A}:=A\times A=\{(a,b)\mid a,b\in A\}},
auch sie ist eine Kongruenzrelation auf {\displaystyle \mathbf {A} }.

### Ringideale
Jeder Ring {\displaystyle \mathbf {R} =(R,+,\cdot )} ist ein Modul {\displaystyle (R,+)} über sich selbst und die Trägermengen der zugehörigen Untermoduln sind genau die Ideale des Ringes, daher entsprechen die Ringideale genau den Kongruenzrelationen auf {\displaystyle \mathbf {R} }.

### Lp-Raum
Im Vektorraum {\displaystyle ({\mathcal {L}}^{p},+)} der {\displaystyle p}-fach integrierbaren Funktionen, {\displaystyle 0<p\leq \infty }, ist
{\displaystyle {\mathcal {U}}_{0}:=\{f\in {\mathcal {L}}^{p}\mid f(x)=0} fast überall{\displaystyle \}}
Trägermenge eines Unterraums von {\displaystyle ({\mathcal {L}}^{p},+)}.
Den Quotientenvektorraum
{\displaystyle (L^{p},+):=({\mathcal {L}}^{p\!}/{\mathcal {U}}_{0},+)}
bezeichnet man als {\displaystyle L^{p\!}}-Raum.

### Kongruenz ganzer Zahlen
„Kongruenz“ nannte man ursprünglich jede auf dem Hauptidealring der ganzen Zahlen {\displaystyle (\mathbb {Z} ,+,\cdot )} definierte Kongruenz zweier ganzer Zahlen {\displaystyle \alpha ,\beta } modulo einer weiteren ganzen Zahl {\displaystyle \mu }:
{\displaystyle \alpha \equiv \beta \mod \mu \;\;\iff \;\;\alpha -\beta \in (\mu ):=\mathbb {Z} \mu =\{\zeta \mu \mid \zeta \in \mathbb {Z} \}}.
{\displaystyle \alpha } und {\displaystyle \beta } sind genau dann kongruent modulo {\displaystyle \mu }, wenn sie denselben Rest bei Division durch {\displaystyle \mu } haben.

## Weitere Kongruenzbegriffe
- Kongruente Zahl
- Kongruenz (Geometrie)